# Потопчин, Владимир Алексеевич
Владимир Алексеевич Потопчин (1795—20.03.1855) — генерал-майор русской армии. Командир Подольского 55-го пехотного полка.

## Происхождение
Происходит из древнего дворянского рода Потопчиных, записанного в VI часть дворянской родословной книги Ярославской губернии и в I Новгородской.

## Семья
- Родители:

Отец — Потопчин, Алексей Григорьевич (1760 — 16.04.1818) — капитан Семеновского полка,
Мать — Потопчина, Марья Саввична.
- Жена — Потопчина, Надежда Михайловна
- Дети:

1. Алексеева (Потопчина), Варвара Владимировна
2. Потопчин, Алексей Владимирович
3. Потопчин, Дмитрий Владимирович  — генерал-майор
4. Потопчин, Владимир Владимирович  — подполковник (отец Потопчиной Евгении Владимировны)

## Из послужного списка
В службу вступил из Дворянского полка прапорщиком 11 сентября 1813 года в 17-летнем возрасте и поступил в бывший 44 Егерский полк, в который прибыл 12 октября 1813 года. 10 апреля 1814 произведен в звание подпоручика, с 19 января 1818 в том же полку служит в звании поручика. 11 февраля 1818 года по распоряжению начальства переведен во 2-й батарейный он же Карабинерный фельдмаршала Князя Баклая Де-Толли полк, в который прибыл 16 марта 1818 года в звании штабс капитана. 19 января 1819 получает звание капитана, с 18 ноября 1819 в том же полку служит в звании майора. 19 июня 1822 переведен по распоряжению начальства в гренадерский принца Прусского полк, в который прибыл 24 июля 1822 и с того же числа вступил в звание командующего 1-м батальоном, в должности утвержден приказом отданным по армии 21 сентября 1823 года за номером 123. За отличие по службе 23 августа 1826 года произведен в звание подполковника в том же полку. 4 декабря 1832 командирован в образцовый пехотный полк и прибыл в него 13 декабря 1832 года. 1 апреля 1834 по распоряжению начальства переведен в 1-й учебный карабинерный полк. 21 мая 1834 за отличие по службе произведен в звание полковника и в том же полку утвержден батальонным командиром. 28 сентября 1838 назначен Высочайшим приказом командиром Подольского егерского полка и отправился к оному 30 ноября 1838, прибыв вступил в командование полком 27 декабря 1838. По приказу № 36 отданному по 14 пехотной дивизии от 12 мая 1842 командовал 2-й бригадой оной дивизии по 6-е августа до прибытия вновь назначенного бригадным командиром генерал-майора Князя Кудашева. В том же году за отличие по службе произведен в звание генерал-майора 8 сентября 1838 года в этом же полку. По прошению Высочайшим приказом уволен из Подольского егерского полка в годовой отпуск 31 декабря 1844 года. Выключен из списков полка 25 февраля 1845 года. Отправился в отпуск в том же году, а далее состоял прикомандированным 23 февраля 1845 года. Был в походах в прошедшую французскую войну 1813—1814 годов. В герцогстве Варшавском в резервной армии находился против Польских мятежников в двух кампаниях.

## Награды
Кавалер ордена Святого Равноапостольного Князя Владимира 3-й степени и 4-й степени с бантом, Св. Анны 2-й степени Императорской короной украшенного, Св. Станислава 2-й степени, Св. Георгия 4-й степени за 25-летнюю службу, имеет серебряную медаль за взятие приступом г. Варшавы, знак отличия безупречной службы за XXV лет.

## Интересные факты
- 18 октября 1836 года у Владимира Алексеевича родилась дочь Варвара, восприемниками которой были Его Императорское Величество Государь Император Николай Павлович и Тверской губернии Ржевского уезда помещика Михаила Дмитриевича Конькова жена Варвара Андреевна.
- 8 февраля 1846 года Владимир Алексеевич подает прошение в Герольдию Правительствующего сената о выдаче ему диплома и герба в подтверждение того, что он происходит из древнего дворянского рода. В герольдии рассмотрев прошение и собрав необходимые доказательства просьбу его удовлетворили и Высочайше утвержденный диплом с гербом выдали 1 мая 1853 года.
- В 1891 году внучка Владимира Алексеевича, дочь Дмитрия Владимировича Надежда Дмитриевна вышла замуж за Романа Исидоровича Кондратенко, героя Порт-Артура[1].